# Ainur
(J. R. R. Tolkien, Il Silmarillion: Ainulindalë.)
Gli Ainur (singolare Ainu) sono entità dell'universo immaginario fantasy creato dallo scrittore inglese J. R. R. Tolkien. Sono spiriti di natura divina, per certi versi equiparabili agli angeli. Il termine Ainur significherebbe "I primi", in lingua Quenya; gli Ainur sono infatti la prima creazione di Eru Ilúvatar.

## Storia fittiva e caratteristiche
Antecedentemente la creazione di Eä (l'universo) Eru (o Ilúvatar) creò gli Ainur, chiamandoli a sé affinché portassero a compimento il suo disegno divino. Essi intonarono una Grande Musica, la Musica degli Ainur o Ainulindalë, di cui Ilúvatar ispirò il tema; attraverso essa gli Ainur immaginarono l'universo, con Arda (il mondo) al suo centro.
Una volta terminata la Musica, Ilúvatar andò nel Vuoto Esterno, e mostrò agli Ainur come sarebbe stato il successivo sviluppo del mondo, senza però mostrar loro il Dominio degli Uomini. Poi Ilúvatar disse "Eä!" (cioè "sia") e creò l'universo, che prese il nome dalla parola con cui era stato creato. Ma ancora l'universo era vuoto, e in quel momento gli Ainur compresero che loro stessi avrebbero realizzato ciò che avevano cantato nella Musica con il sudore delle loro fatiche. Alcuni degli Ainur rimasero con Ilúvatar, nel Vuoto fuori dal tempo, mentre la maggior parte volle entrare nel creato per guidarne lo sviluppo (cosa già preannunciata dalla stessa Musica). Eru affidò il controllo del mondo agli Ainur che lo abitavano. Essi divennero conosciuti col nome di Valar e Maiar: i Valar erano i maggiori fra gli Ainur discesi su Arda, i Maiar erano dello stesso ordine dei Valar, ma di grado minore.
Manwë, il signore dei venti e dell'aria, uno degli Ainur più potenti, fu subito proclamato Re dei Valar, e guidò Arda in giustizia ed in pace, fino a che Melkor, anch'egli sceso come gli altri Ainur in Eä, reclamò il governo del mondo per sé. In risposta, conoscendo la sua indole malvagia, Manwë e dodici dei più potenti Ainur, decisero di contrapporsi a lui. Alla fine, e con l'aiuto del Vala Tulkas, che arrivò in Arda più tardi, Melkor venne temporaneamente sconfitto, e i Valar cominciarono a plasmare il mondo. Gli Ainur che non erano abbastanza potenti da essere Valar, divennero conosciuti col nome di Maiar, ed erano gli spiriti minori. Alcuni di loro, come ad esempio i Balrog, furono irretiti da Melkor fin dalla Musica delle Origini. Un altro Maiar famoso per essere stato irretito da Melkor fu Sauron, luogotenente di Melkor, che divenne Signore Oscuro dopo la caduta di quest'ultimo.
Nella raccolta di lettere di Tolkien si legge che gli Ainur si possono definire "potenze angeliche", che esercitano la loro autorità all'interno delle proprie sfere di competenza. Sono "divini" in quanto esistevano prima della creazione del mondo e si trovavano al di fuori di esso. Il loro potere deriva proprio dal fatto che, come già detto, gli Ainur hanno visto e contribuito a plasmare per mezzo di Ilúvatar il successivo sviluppo del mondo fino al Dominio degli Uomini.
Eru Ilúvatar e gli Ainur non sono assimilabili, essendo i secondi creazioni del primo; inoltre gli Ainur non possono dare vita ad esseri intelligenti che siano anche capaci di vivere indipendentemente da loro.

## Principali Ainur citati nelSilmarillion
Il Silmarillion, poiché era stato immaginato da Tolkien come un libro di sapienza elfica, fornisce notizie riguardanti i soli Ainur che vennero ad abitare in Arda, suddivisi in Valar e Maiar. La sezione del Silmarillion intitolata "Valaquenta" elenca i Valar e i Maiar più importanti.
I Valar elencati sono quattordici: sette Signori dei Valar, e sette Regine dei Valar (Valier). I Signori dei Valar sono: Manwë, Aulë, Oromë, Lórien, Mandos, Tulkas, Ulmo; le Regine dei Valar sono: Varda, Yavanna, Vána, Estë, Vairë, Nessa e Nienna. Ciascun Signore dei Valar è congiunto ad una Valier, a eccezione di Ulmo e di Nienna, che dimorano soli. Melkor, che dagli elfi fu chiamato Morgoth, è stato tolto dal numero dei Valar, sebbene fosse uno di loro in origine, e viene indicato come l'Avversario.
I Maiar, chiamati anche Popolo dei Valar, sono in gran numero, ma non è noto quanti essi siano esattamente, e pochi di essi sono conosciuti: questi ultimi sono molto presenti nelle vicende di Arda, ma non sono oggetto di culti particolari. Alcuni Maiar sono solamente citati da Tolkien, ma non hanno un ruolo rilevante nelle sue opere: Ilmarë, ancella di Varda; Salmar, Ossë e Uinen, vassalli di Ulmo. Altri Maiar svolgono un ruolo molto importante nelle vicende del Silmarillion: si tratta di Eönwë, araldo di Manwë, e Melian, che è vissuta a lungo nel Beleriand come sposa di Elu Thingol. Nel Signore degli Anelli assumono ruoli maggiori gli Istari, Maiar inviati nella Terra di Mezzo come stregoni per sostenere chi lotta contro il male: Gandalf, in origine chiamato Olórin; Saruman, in origine Curunír, che fu corrotto dal male; Radagast, detto il Bruno; e i due Stregoni blu Alatar e Pallando, poco rilevanti all'interno del libro. Sia nel Silmarillion sia nel Signore degli Anelli Sauron e i Balrog, già citati in precedenza, assumono ruoli rilevanti: in particolare, nel Signore degli Anelli Sauron è l'antagonista principale.